# Yonex
A Yonex (ヨネックス株式会社; Jonekkuszu kabusiki-gaisa) tőzsdén jegyzett sporteszközöket gyártó japán részvénytársaság, amely különösen a tollaslabda, a golf és a tenisz területére készít professzionális sporteszközöket. Termékei között szerepelnek többek között a tollas-, golf- és teniszütők, a tollas és teniszlabdák, a sportcipők, a ruházat, a sporttáskák és számos kiegészítő kelléket is gyártanak.

## Történet
A Yonex elődjét 1946-ban, Jonejama Minoru alapította meg Yoneyama Company, Ltd. néven, mely kezdetben a halászati ipar számára állított elő fa úszókat, melyeket a halászhálóknál használtak fel. A technika fejlődésével megjelentek a plasztikból készült úszók is, melynek következtében a cég kiszorult a piacról. A vezetés rendíthetetlen bizalma a fa iránt eredményezte, hogy 1957-től tollasütőket kezdett el gyártani, és 1961-ben már Yoneyama néven kerültek a boltokba. A fejlesztések következtében a korábban csak fából készült ütők mellett, megjelentek az alumíniumból előállított termékek is. Ezzel kezdetét vette a cég meghatározó szerepe a tollasütők piacán mind a mai napig. A teniszütők területére is ekkoriban fektetnek be először. 1973-at írunk, amikor a vállalat bemutatja az első kék-zöld színkombinációjú YY logót. Egy évvel később megváltoztatják a vállaltat nevét Yoneyamáról a ma is ismeretes Yonexre. Az évtized végére lendületes fejlődés vette kezdetét. Elkészítik az első ultrakönnyű tollasütőt szénszálötvözetből Carbonex 8 néven. 1980-ra jelenik meg az izometrikus kialakítású R-1 teniszütő. 1990-től kezdve a cég szponzorálja a magyar származású, Jugoszláviában született, de ekkorra már amerikai állampolgárságú Monica Selest (visszavonult). 1994-ben a vállalat vezetői bejegyeztették a Yonexet a tokiói értéktőzsdére. További szerződéseket kötnek olyan teniszezőkkel, mint (az ekkor csupán 14 éves) svájci Martina Hingisszel (visszavonult), az ausztrál Lleyton Hewittal.

## Szponzorként

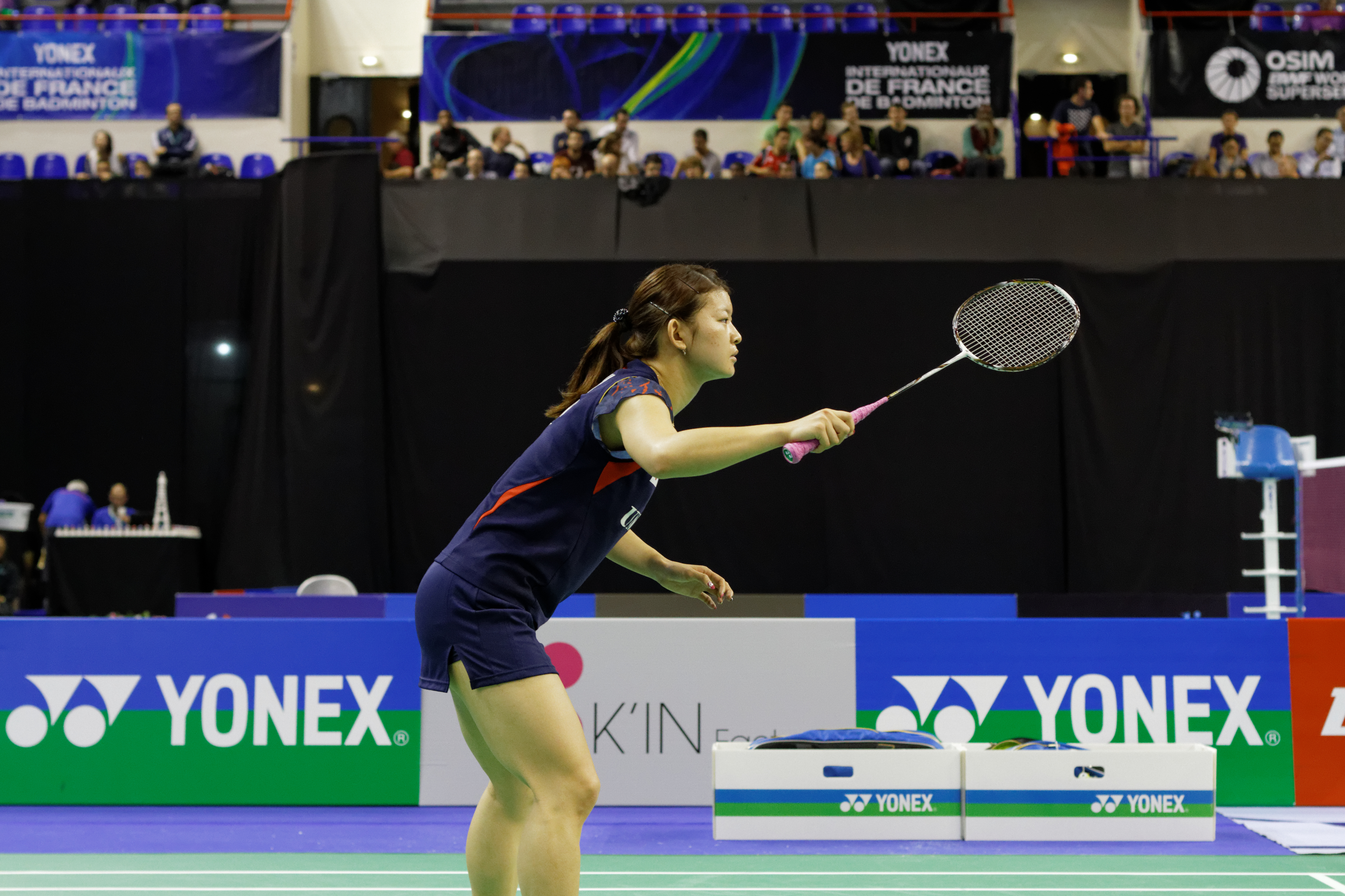

### Tenisz

#### Férfi játékosok
- Lleyton Hewitt
- Stanislas Wawrinka
- Bernard Tomic
- Thomas Mikulski
- David Nalbandian
- Joachim Johansson (visszavonult)
- Mario Ančić (visszavonult)
- Juan Mónaco
- Marcelo Ríos (visszavonult)
- Pharadon Szricsaphan (visszavonult)
- Richard Krajicek (visszavonult)
- Mischa Zverev
- Alex Bogomolov Jr.
- Ričardas Berankis
- Szoeda Gó

#### Női játékosok
- Magdalena Maleeva (visszavonult)
- Date Kimiko (visszavonult)
- Jelena Gyementyjeva (visszavonult)
- Olivia Rogowska
- Martina Hingis (visszavonult)
- Hszie Su-vej
- Ana Ivanović (visszavonult)
- Marija Kirilenko
- Anna Kurnyikova (visszavonult)
- Michaëlla Krajicek
- Monica Seles (visszavonult)
- Aleksandra Wozniak
- Nicole Vaidišová (visszavonult)
- Jen Ce
- Cseng Csie
- Licheng Sun
- Elena Baltacha
- Alisza Klejbanova
- Caroline Wozniacki (visszavonult)
- Bibiane Schoofs
- Martina Navratilova (visszavonult)
- Andrea Hlaváčková
- Sabine Lisicki
- Angelique Kerber
- Tatjana Malek
- Szema Erika
- Szema Jurika
- Morita Ajumi
- Coco Vandeweghe
- Renata Voráčová
- Fudzsivara Rika
- Noppawan Lertcheewakarn
- Rebecca Marino
- Chang Kai-chen
- Luksika Kumkhum
- Steffi Graf (visszavonult)
- Daria Gavrilova